# 與瑞克安德烈莫餐
〈與瑞克安德烈用餐〉（英語：Mort Dinner Rick Andre）是美國動畫劇集《瑞克和莫蒂》第五季的首播集，也是至第五季初為止離上季終最近的季初。

## 劇情
瑞克·桑切斯在集初呈現痛苦與傷痕累累的狀態，並呼籲外孫莫蒂·史密斯拋棄自己獨自逃難，但莫蒂竟潛能爆發，帶著瑞克成功迫降地球的海上，並邀請仰慕對象潔西卡來自己家看電影成功，但在迫降後,一位奇裝異服的魚人重海上冒出，並自稱為雨雲先生，海底之王和瑞克的仇敵，由於瑞克破壞了協議，瑞克必須舉辦一場宴會與瑞克和解。

## 背景
- 雨雲先生 ( Mr.Nimbus)

名字來自於拉丁語的雨雲，他自稱為瑞克的仇敵，但實際上他是知道瑞克妻子黛安娜,瑞克的過去和瑞克的痛苦的人物之一，由於他是海洋之王，因此具有控制海洋和警察的能力，在劇中，他們曾試圖和解。
- 小蹄和波娃(Hoovy and Bova)

瑞克的傳送門所通往的維度，時間流動比地球快上許多，莫蒂在搬運葡萄酒時遇到了小蹄和波娃伉儷,小蹄主動幫助莫蒂搬酒，但由於莫蒂隨手關門導致時間流速的偏差，小蹄回家後已經經歷了數十年，他的兒子由於誤以為父親拋棄了他和波娃,因此殺害了他，小蹄也把魔法門的孩子的事蹟告訴了兒子，因此莫蒂再次拿酒時遭到了傑費/小蹄和波娃的兒子/的襲擊,並掉下了一顆牙,莫蒂逃回後做好準備，又回去重傷了老年的傑費,傑費的三個孩子便建立了一個以打敗莫蒂為目標的文明。

## 表現
- 莫蒂(Morty)

莫蒂為這一集的主角,由於他的失誤,造成了小蹄一家三代的人倫悲劇,同時成為小蹄一家的公敵，面對前去對方領地並獲得紅酒而遭到對方攻擊的憤怒，他很快便展現了殺戮，當潔西卡被吸入對方時空後，他在拯救他時所受到誘惑後被抓捕，後來攻擊了敵人後帶者潔西卡後遭包圍，後由海王雨雲所救。
- 瑞克(Rick)

瑞克邀請他曾經的好朋友前用心的準備晚宴,並在打鬥時對他的可能進行了放水，在雨雲救了瑞克後，兩人曾一度言和，後來桑美再把具有法力的海王的海螺獻給外公瑞克時引發了雨雲的憤怒,與是雨雲再度向瑞克宣戰，並控制警察把瑞克抓進監獄裡
- 貝絲和傑瑞(Beth and Jerry)

兩人在這一集中常常向他人炫耀彼此的性生活，並和海王參加三人行為。
- 小蹄的後裔(Hoovy)

由於他們對莫蒂的憤怒，他們很快便從中世紀發展成賽博朋客風格,再莫蒂被抓捕後，審問莫蒂的族員卻驚覺他們除了仇恨一無所有，最後他們被雨雲先生控制的海水淹沒。
- 潔西卡(Jessica)

潔西卡對於莫蒂展現了十足的耐心，被抓捕時她領悟了太多事實，於是自封為時間女神。
- 桑美(Summer)

瑞克賦予她找到海王的海螺的任務，僅管她成功了，但意外導致了瑞克和雨雲再度為敵，不過從這件事也能看出桑美實力之強。
- 雨雲先生(Mr. Nimbus)

他拯救了瑞克，莫蒂和潔西卡，而且和瑞克時敵時友。

## 外部連結
- 互联网电影数据库上與瑞克安德烈莫餐的资料（英文）